# Katrina Johnson
Katrina Ann Johnson, född Katrina Anne Samson-Johnson den 27 april 1982 i San Diego i Kalifornien, är en amerikansk skådespelerska. Hon var under två säsonger (1994-1997) programledare för serien All that som gick på Nickelodeon.